# Juan Carlos Kreckler
Juan Carlos Kreckler (nacido el 16 de agosto de 1954) es un diplomático de carrera argentino.

## Biografía
Es hermano de Luis María Kreckler, embajador argentino en Brasil, y de Guillermo Kreckler. Está casado con la artista plástica argentina Mariana Reyes de Kreckler.
Es Licenciado en Filosofía y Letras e ingresó en el Servicio Exterior de la Nación en 1972, siendo luego su primer destino internacional Venezuela. Entre 1983 y 1985 fue Cónsul General de Argentina en Marsella (Francia) y el Principado de Mónaco. 
Fue embajador de Austria, puesto del cual fue removido por Fernando de la Rúa en 2000, y Dinamarca.
Entre 1993 y 1998 fue Cónsul General de la República Argentina en Miami. Fue director de Ceremonial de la Cancillería Argentina entre 1992 y 1993, durante el gobierno de Carlos Menem, y volvió a ocupar el mismo cargo en febrero de 2002, en el gobierno de Eduardo Duhalde, y en enero de 2009 hasta junio de 2011 en el gobierno de Cristina Fernández de Kirchner.
En julio de 2011 fue designado embajador de Argentina en Rusia, cumpliendo el cargo hasta enero de 2014. Antes de partir recibió una condecoración del Ministerio de Asuntos Exteriores de Rusia con una medalla conmemorativa en reconocimiento de su aporte a las relaciones entre Argentina y Rusia.

## Controversias
En febrero del año 2000, mientras ocupaba el cargo de embajador argentino en Austria, se publicaron unas supuestas declaraciones donde Juan Carlos Kreckler habría dicho que el líder neonazi austríaco Jörg Haider no es «un político extremista ni neonazi» sino un «demócrata», además de evaluar que la repercusión internacional sobre su ascenso se debía a que «la prensa exagera». Por estas declaraciones y ante una oleada de críticas por parte de muchos partidos políticos en Argentina, Kreckler fue convocado de regreso a la Argentina por el entonces canciller Adalberto Rodríguez Giavarini y depuesto de su cargo como embajador en Austria. En su moment Kreckler se defendió y declaró en el diario La Nación que había sido víctima de una manionbra. Posteriormente, volvió a ocupar diversos cargos (Embajador de Argentina en Dinamarca 2003-2009, y Embajador Argentino en Rusia 2011-2014)

## Condecoraciones
- Gran Cruz al Mérito Civil de la Orden del Libertador Simón Bolívar de Bolivia
- Gran Oficial de la Orden de Río Branco de Brasil

## Publicaciones
- Relatos de un diplomático, Editorial Dunken (2016).
- ¿Qué hace un diplomático?, Perfil (2021)
- La función diplomática - La Nación (2000)